# AdBlue

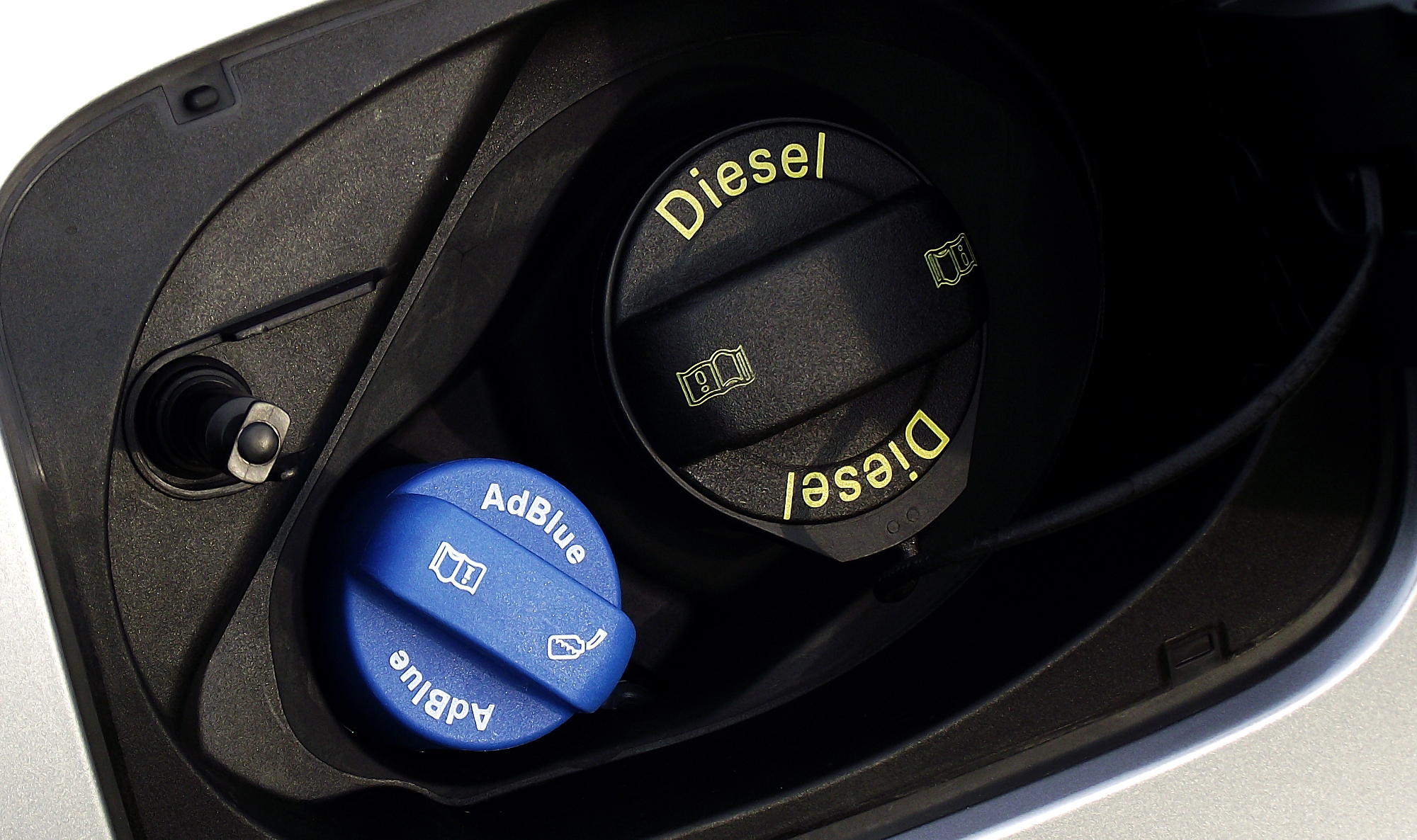
Niebieskie wieczko po lewej stronie to wlew zbiornika AdBlue

AdBlue – nazwa handlowa wysokiej czystości 32,5% wodnego roztworu mocznika. AdBlue to zarejestrowany znak towarowy należący do organizacji Verband der Automobilindustrie (VDA). Produkt stosowany w branży motoryzacyjnej jako reduktor w celu rozłożenia w katalizatorze SCR (ang. Selective Catalytic Reduction – Selektywna Redukcja Katalityczna) szkodliwych dla środowiska tlenków azotu. W technologii SCR AdBlue jest kierowany pod wysokim ciśnieniem na strumień spalin w katalizatorze, gdzie zachodzi redukcja szkodliwych dla atmosfery tlenków azotu na azot oraz wodę.
Wyprodukowany zgodnie z normami ISO 22241, AdBlue nie jest substancją zaliczaną do niebezpiecznych ani groźnych dla środowiska. Nie jest też palny, wybuchowy, ani szkodliwy dla zdrowia. Zużycie AdBlue wynosi równowartość ok. 4–5% ilości zużytego oleju napędowego, w zależności od typu silnika (spełniającego normę Euro IV, Euro V lub Euro VI).

## Normy unijne
AdBlue znalazło zastosowanie w systemach SCR w przemyśle motoryzacyjnym w związku z nowymi legislacjami unijnymi regulującymi normy emisji spalin w silnikach Diesla. Od 1 października 2006 roku samochody o tonażu powyżej 3,5 tony obowiązują normy redukcji emisji spalin EURO 4, a od 1 października 2009 – Euro 5. Zgodnie z normą EURO 5 emisja szkodliwych tlenków azotu została zredukowana o 60%, a cząstek stałych (PM) o co najmniej 80%. Od 1 września 2014 roku od wszystkich nowych pojazdów ciężarowych i osobowych z silnikiem Diesla wymagane jest spełnienie EURO 6, gdzie dopuszczalna emisja tlenków azotu wynosi 80 mg/km (EURO 5 – 180 mg/km). Od 1 września 2015 r. dotyczy to także rejestracji oraz sprzedaży nowych pojazdów.

## Warunki przechowywania i wady
AdBlue jest korozyjny, dlatego też do jego dystrybucji konieczne są specjalne zbiorniki, pompy, węże i pistolety.
W temperaturze poniżej −11,5 °C ulega procesowi krystalizacji. Choć proces krystalizacji jest procesem odwracalnym, to wywołuje on wiele problemów natury technicznej, przez co nie nadaje się do użycia i dystrybucji. Pozostający roztwór ma mniejsze stężenie, osiadające kryształki zatykają instalację, a warstwy skrystalizowanego na dnie zbiorników mocznika są trudne do rozpuszczenia.

## Produkcja
Potencjał produkcyjny AdBlue w Unii Europejskiej to 13 lokalizacji zintegrowanych (fabryki chemiczne produkujące mocznik) i około 50 mieszalni, w których AdBlue produkowane jest z wykorzystaniem mocznika (kupowanego) w postaci granulowanej i wody zdemineralizowanej.
W Polsce AdBlue produkują: Grupa Azoty Zakłady Azotowe „Puławy” S.A. (100 tys. t/r), Grupa Azoty Zakłady Azotowe Kędzierzyn S.A. – 50 tys. t/r, Grupa Azoty Zakłady Chemiczne „Police” S.A. – 100 t/r. Największym producentem AdBlue na świecie jest skandynawski koncern Yara. Fabryki należące do firmy Yara, w których produkuje się AdBlue w Europie, znajdują się w Holandii (Sluiskil), Niemczech (Brunsbüttel) i we Włoszech (Ferrara). Największe zdolności produkcyjne posiada fabryka Yary w Holandii – 200 tys. t/r. Inne zagraniczne firmy wytwarzające AdBlue to Borealis (Austria) – 80 tys. t/r, Duslo Sala (Agrofert – Słowacja) – 120 mln l/r, Fertiberia (Hiszpania) – ok. 100 tys. t/r, BASF (Niemcy) – 100 tys. t/r, Achema (Litwa) – 30 tys. t/r, SKW Piesteritz (Niemcy) ze zdolnościami w zakresie mocznika na poziomie 1 mln t/r.